# Vestrici Espurinna
Tit Vestrici Espurinna (Titus Vestritius Spurinna) va ser un general romà que va participar en la guerra que va seguir la mort de Neró durant l'any dels quatre emperadors.
Va abraçar la causa d'Otó i va rebre, junt amb Anni Gal, el comandament de les forces al riu Po que s'havien d'oposar a la invasió de les forces lleials a Vitel·li que venien del nord. Quan va arribar Cecina es va tancar a Placentia, que va defensar amb resolució i els atacants es van haver de retirar. Després de la primera batalla de Bedríacum que va posar fi a les esperances dels otonians, Espurinna va romandre lleial i es va retirar per un temps; després va tornar a l'exèrcit però gairebé no és esmentat fins al començament del regnat de Trajà, amb el qual va dirigir una gran victòria sobre la tribu del brúcters i fou recompensat pel senat amb estàtua de bronze. Quan Nerva va ser emperador, Espurinna va ser governador de la Germània Inferior l'any 97, amb 73 anys.
Estava casat amb Cottia i tenia un fill de nom Cotti que va destacar de jove però va morir i el senat va decretar també una estàtua a la seva memòria en part per mèrits propis i en part pels del pare. Encara vivia als 77 anys. Plini el Jove) parla d'ell, i el considera el seu amic.
Se li atribuí l'obra poètica De Contemtu Saeculi, però més probablement va ser una obra escrita en un temps posterior.